# Miss Canada
Pour les articles homonymes, voir Miss.
Miss Canada est un concours de personnalité féminine destiné aux jeunes femmes habitantes et de nationalité canadienne, âgées de 17 à 33 ans. Il est le plus ancien concours de personnalité existant au Canada. Ce concours est télédiffusé à partir de 1963 sur CBC et sur CTV de 1967 à 1991.
L'élection a commencé comme un concours de maillots de bain pour les célébrations du centenaire de la ville d'Hamilton en 1946. Winnifred Blair de Saint John est considéré comme étant la première Miss Canada, élue le 11 février 1923 sans rapport avec la compétition Miss Canada pendant le Carnaval d'hiver de Montréal.

## Lauréates
| Année                          | Nom                        | Région représentée ou ville natale              | Notes |
| ------------------------------ | -------------------------- | ----------------------------------------------- | --- |
| 1946                           | Marion Saver               | Newtonbrook ( Ontario)                          | |
| 1947                           | Margaret Marshall          | Toronto ( Ontario)                              | Margaret Marshall a été élue 2e dauphine au concours Miss Amérique 1947. |
| 1948                           | Betty Jean Ferguson        | Halifax ( Nouvelle-Écosse)                      | |
| 1949                           | Margaret Lynn Munn         | Vancouver ( Colombie-Britannique)               | Margaret Lynn Munn a terminé dans le top 15 au concours Miss Amérique 1949 et a participé au concours Miss Hemisphere au Pérou. |
| 1950                           | Margaret Bradford          | London ( Ontario)                               | |
| 1951                           | Marjorie Kelly             | Courtland ( Ontario)                            | |
| 1952                           | Marilyn Reddick            | Toronto ( Ontario)                              | |
| 1953                           | Kathleen Archibald         | Kelowna ( Colombie-Britannique)                 | |
| 1954                           | Barbara Joan Markham       | Cornwall ( Ontario)                             | |
| 1955                           | Dalyce Smith               | Whitehorse ( Yukon)                             | |
| 1956                           | Dorothée Germaine Moreau   | Montréal ( Québec)                              | Dorothée Germaine Moreau se place dans le top 10 à Miss Amérique 1957. |
| 1958                           | Joan May Fitzpatrick       | Windsor ( Ontario)                              | |
| 1959                           | Danica d'Hondt             | Vancouver ( Colombie-Britannique)               | |
| 1960                           | Rosemary Catherine Keenan  | Rothesay ( Nouveau-Brunswick)                   | Elle se classe dans le top 10 au concours Miss Amérique 1960. |
| 1961                           | Iris Thurlwell             | Toronto ( Ontario)                              | |
| 1962-63                        | Helena Marie "Nina" Holden | Victoria ( Colombie-Britannique)                | Connie-Gail Feller fut détrôné après moins de six semaines lorsqu'elle est retournée chez elle pour une fête religieuse sans l'autorisation de fonctionnaires. La couronne revint donc à sa première dauphine, Nina Holden. |
| 1964                           | Carol Ann Balmer           | Toronto ( Ontario)                              | |
| 1965                           | Linda Douma                | Victoria ( Colombie-Britannique)                | |
| 1966                           | Diane Landry               | Winnipeg ( Manitoba)                            | |
| 1967                           | Barbara Kelly              | Vancouver ( Colombie-Britannique)               | |
| 1968                           | Carol McKinnon             | Île-du-Prince-Édouard                           | |
| 1969                           | Marie-France Beaulieu      | Montréal ( Québec)                              | |
| 1970                           | Julie Maloney              | Ottawa/Hull ( Ontario/ Québec)                  | |
| 1971                           | Caroline Amelia Commisso   | Thunder Bay ( Ontario)                          | |
| 1972                           | Donna Mary Sawicky         | Kitchener-Waterloo ( Ontario)                   | |
| 1973                           | Gillian Regehr             | Victoria ( Colombie-Britannique)                | |
| 1974                           | Blair Lancaster            | Burlington ( Ontario)                           | |
| 1975                           | Terry Lynne Meyer          | Edmonton ( Alberta)                             | |
| 1976                           | Sylvia McGuire             | Nouvelle-Écosse                                 | |
| 1977                           | Yvonne Foster              | Saskatoon ( Saskatchewan)                       | |
| 1978                           | Catherine Swing            | Toronto ( Ontario)                              | |
| 1979                           | Heidi Quiring              | Manitoba                                        | |
| 1980                           | Terry MacKay               | Calgary ( Alberta)                              | Terry MacKay a participé à Miss Univers 1980 et se place dans le top 10. |
| 1981                           | Dominique Dufour           | Laval ( Québec)                                 | Dominique Dufour a été élue 1re dauphine au concours Miss Univers 1981. |
| 1982                           | Karen Dianne Baldwin       | London ( Ontario)                               | Karen Dianne Baldwin a des origines irlandaises. Elle a été la gagnante du titre de "Miss Univers 1982". Elle est la première canadienne à remporter le titre de Miss Univers. |
| 1983                           | Jodi Yvonne Rutledge       | Manitoba                                        | |
| 1984                           | Cynthia Kereluk            | Edmonton ( Alberta)                             | |
| 1985                           | Karen Elizabeth Tilley     | Calgary ( Alberta)                              | Karen Elizabeth Tilley a été placé au top 10 au concours Miss Univers 1985. |
| 1986                           | Rene Newhouse              | Cranbrook ( Colombie-Britannique)               | Rene Newhouse est la première femme à être nommé Freeman de la ville de Cranbrook. |
| 1987                           | Tina May Simpson           | Municipalité régionale de Niagara ( Ontario)    | |
| 1988                           | Melinda Gillies            | London ( Ontario)                               | |
| 1989                           | Juliette Powell            | Laurentides ( Québec)                           | Juliette Powell est d'origine américaine. Élue en 1988, elle est la seule Afro-canadienne à avoir été couronnée Miss Canada. |
| 1990                           | Robin Lee Ouzunoff         | Municipalité régionale de Niagara ( Ontario)    | |
| 1991                           | Leslie McLaren             | Edmonton ( Alberta)                             | |
| 1992                           | Nicole Dunsdon             | Summerland ( Colombie-Britannique)              | Nicole Dunsdon est la dernière Miss Canada avant que le concours soit annulé en 1992. Elle a participé au concours Miss Univers 1992 mais se classe parmi les dix demi-finalistes. |
| Pas d'élection de 1993 à 2008. |                            |                                                 | |
| 2009                           | Lorie Racicot              | Montréal ( Québec)                              | |
| 2010                           | Mélanie Paquin             | Gatineau ( Québec)                              | Mélanie Paquin a été élue 2e dauphine au concours Miss Québec 2007. Elle a participé au concours Miss Piel Dorada en 2010. |
| 2011                           | Tara Teng                  | Fort Langley ( Colombie-Britannique)            | Tara Teng a des origines singapouriennes du côté de son père et des origines européennes du côté de sa mère. Activiste des droits humains, elle a parlé des droits de l'homme et de Jésus lors de l'élection Miss Monde 2012 tenu en République Populaire de Chine. Le gouvernement chinois a ensuite ajouté son nom à sa liste noire de mots-clés, un système de censure qui empêchent l'entrée de son nom dans un moteur de recherche sur internet. Elle n'a pas réussi à se classer dans le top 30 du concours. |
| 2012                           | Jaclyn Miles               | Amherstburg ( Ontario)                          | |
| 2013                           | Inès Gavran                | Québec                                          | Inès Gavran est d'origine croate. |
| 2014                           | Priya Madaan               | Windsor ( Ontario)                              | Priya Madaan est de descendance indienne. Elle a terminé 2e dauphine au concours Miss Via Italia 2013. |
| 2015                           | Dominique Doucette         | Campbellton ( Nouveau-Brunswick)                | Dominique Doucette a été élue 2e dauphine de Miss Nouveau-Brunswick. Elle a été la gagnante du titre de "Miss Teenager Univers 2015" au Panama. Elle est également titulaire du titre de Miss Festival du saumon de Campbellton 2014. Elle a été Duchesse du Carnaval de Québec en 2018 représentant Lévis. |
| 2016                           | Anabelle Côté              | Sherbrooke ( Québec)                            | |
| 2017                           | Ciara Thompson             | Huntsville ( Ontario)                           | |
| 2018                           | Maria Giorlando            | Windsor ( Ontario)                              | |
| 2019                           | Christine Jamieson         | Mission ( Colombie-Britannique)                 | |
| 2020                           | Bremiella De Guzman        | Surrey ( Colombie-Britannique)                  | |
| 2021                           | Madison Stewart            | Vancouver ( Colombie-Britannique)               | |
| 2022                           | Marielle David             | Sainte-Marie–Saint-Raphaël ( Nouveau-Brunswick) | |
| 2023                           | Ashley Borzellino          | Hamilton ( Ontario)                             | |
| 2024                           | Tanpreet Parmar            | Vancouver ( Colombie-Britannique)               | |
| 2025                           | Geneviève McSween          | Montréal ( Québec)                              | Officier Instructeur dans l’Armée Canadienne et Paramedic Soins Primaire, Geneviève McSween a également marquée l’histoire en étant récipiendaire du Prix Or du Prix International du Duc d’Édimbourg, récipiendaire de la Médaille d’Excellence de la Légion Royale Canadienne et sans omettre lauréate Miss Québec 2022. |

### Palmarès par Province
| Représentation        | Titre | Année |
| --------------------- | ----- | --- |
| Ontario               | 22    | 1946, 1947, 1950, 1951, 1952, 1954, 1958, 1961, 1964, 1971, 1972, 1974, 1978, 1982, 1987, 1988, 1990, 2012, 2014, 2017, 2018, 2023 |
| Colombie-Britannique  | 14    | 1949, 1953, 1959, 1962, 1965, 1967, 1973, 1986, 1992, 2011, 2019, 2020, 2021, 2024                                                 |
| Québec                | 10    | 1956, 1969, 1970, 1981, 1989, 2009, 2010, 2013, 2016, 2025                                                                         |
| Alberta               | 5     | 1975, 1980, 1984, 1985, 1991 |
| Manitoba              | 3     | 1966, 1979, 1983 |
| Nouveau-Brunswick     | 3     | 1960, 2015, 2022 |
| Nouvelle-Écosse       | 2     | 1948, 1976 |
| Yukon                 | 1     | 1955 |
| Île-du-Prince-Édouard | 1     | 1968 |
| Saskatchewan          | 1     | 1977 |

## Galerie

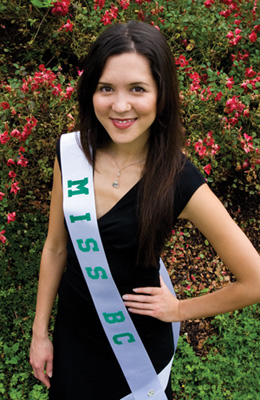
Tara Teng, Miss Canada 2011.
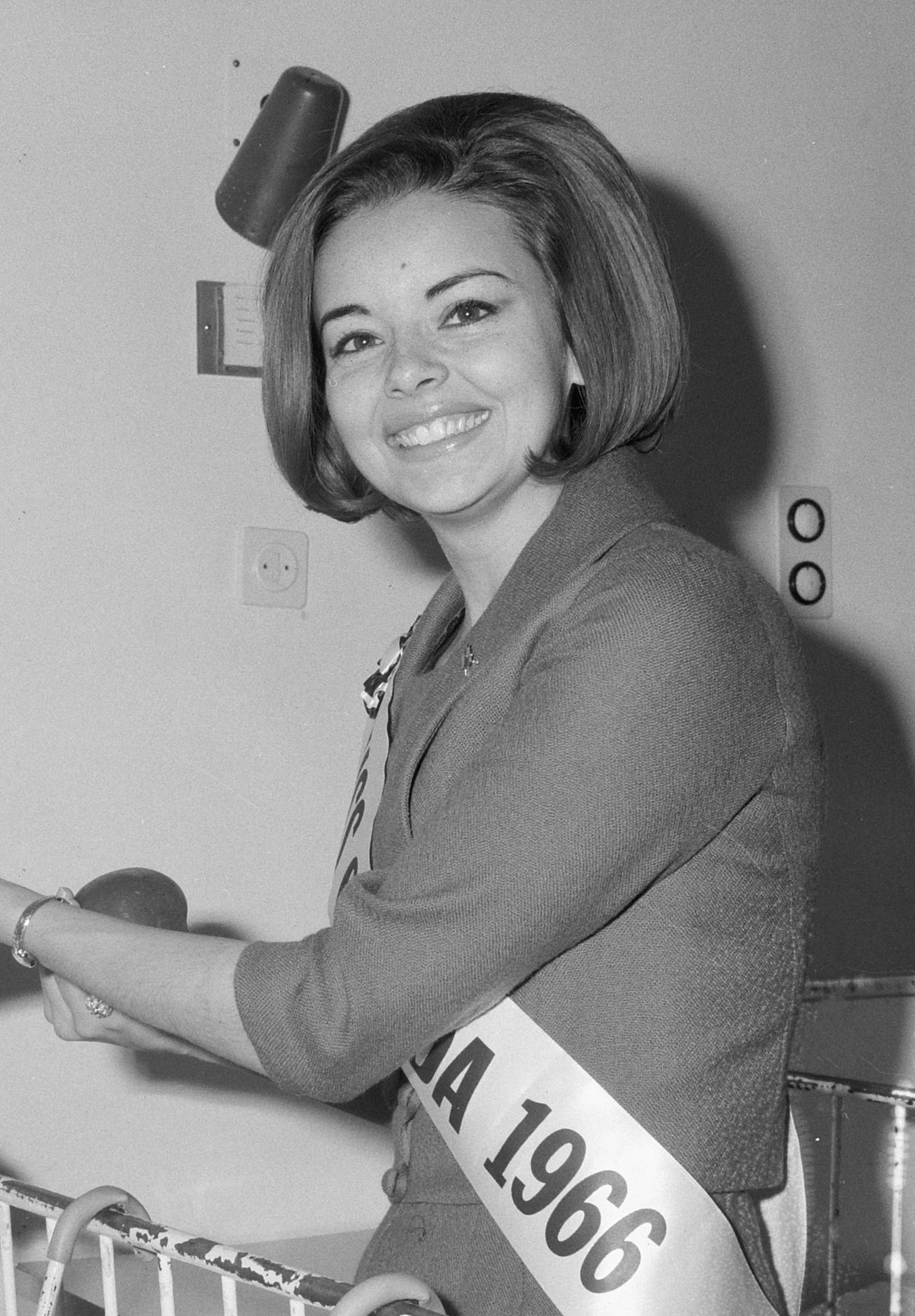
Diane Landry, Miss Canada 1966.
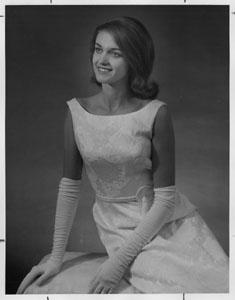
Linda Douma, Miss Canada 1965.
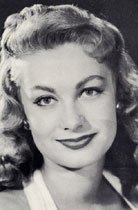
Danica d'Hondt, Miss Canada 1959.

## Représentation du Canada aux concours internationaux majeurs
Classement à Miss Monde :
- Élue 1re dauphine de Miss Monde :
  - Connie Fitzpatrick (1984), Miss World Canada 1984.
  - Leanne Caputo (1989), Miss World Canada 1989.
  - Nazanin Afshin-Jam (2003), Miss World Canada 2003.
- Élue 4e dauphine de Miss Monde :
  - Lena Ma (2009), Miss Monde World 2009.

Classement à Miss Univers :
- Élues Miss Univers : 
  - Karen Dianne Baldwin (1982).
  - Natalie Glebova (2005).

- Élue 2e dauphine de Miss Univers : 
  - Lana Buchberger (1995), Miss Canadian Universe 1995.

- Élue 1re dauphine de Miss Univers : 
  - Dominique Dufour (1981), Miss Canada 1981.

Classement à Miss Terre :
- Élue Miss Terre :
  - Jessica Trisko (2007).